# Шмашева, Батима Хасеновна
Батима Хасевновна Шмашева (каз. Батима Хасенқызы Шмашева, 1914 год, Верный, Российская империя — дата и место смерти неизвестны) — колхозница, звеньевая колхоза имени Калинина, Герой Социалистического Труда (1948).

## Биография
Родилась в 1914 году в городе Верный.
Закончила пять классов начальной школы. В 1930 году в возрасте 16 лет вступила в колхоз имени Калинина Шуйского района Джамбулской области (позднее был переименован в колхоз «Бирлик-Истем»). Первоначально трудилась рядовой колхозницей, позднее была назначена звеньевой свекловодческого звена.
В 1947 году свекловодческое звено под руководством Батимы Шмашевой собрало с участка площадью 2 гектаров по 800 центнеров сахарной свеклы вместо запланированных 385 центнеров. За этот доблестный труд она была удостоена в 1948 году звания Героя Социалистического Труда.
Депутат Верховного Совета Казахской ССР 3-го и 4-го созывов.
С 1968 года – персональный пенсионер союзного значения. Проживала в Алма-Ате, но в конце жизни вернулась в село Аксу Шуского района Жамбылской области.
Умерла 8 октября 2000 года. Похоронена на кладбище села Аксу.

## Награды
- Герой Социалистического Труда (1948)
- 2 Орден Ленина (1948, 11.01.1957)
- Медаль «За освоение целинных земель» (20.10.1956)